# Bayanhutag
Bayanhutag (mongoliska: Баянхутаг Сум, Баянхутаг, Bayanhutag Sum) är ett distrikt i Mongoliet.   Det ligger i provinsen Chentij, i den östra delen av landet, 300 km öster om huvudstaden Ulaanbaatar.